# Galla (Burkina Faso)
Pour les articles homonymes, voir Galla.
Ne doit pas être confondu avec Gala (Burkina Faso) ou Gallo (Burkina Faso).
Galla est une localité située dans le département de Mané de la province du Sanmatenga dans la région Centre-Nord au Burkina Faso.

## Géographie
Galla est situé à 7 km au sud-ouest de Tanzéongo, à environ 20 km au nord-ouest de Mané, le chef-lieu du département, et à 60 km à l'ouest de Kaya, la capitale régionale. Le village est à 3 km à l'est de la route nationale 22 reliant Kongoussi à Ouagadougou.

## Économie
L'agro-pastoralisme est l'activité économique principale du village.

## Éducation et santé
Le centre de soins le plus proche de Galla est le centre de santé et de promotion sociale (CSPS) de Tanzéongo tandis que le centre hospitalier régional (CHR) se trouve à Kaya.
Galla possède une école primaire publique qui bénéficie, comme d'autres écoles du département, d'une coopération éducative avec les écoles de la commune française de Ville-d'Avray.